# Ulrike Deppe
Ulrike Deppe (* 9. Dezember 1953 in Lippstadt) ist eine ehemalige deutsche Kanutin. Sie wurde 1981 Weltmeisterin im Kanuslalom.
Die Kanutin vom WSC Lippstadt war am Beginn ihrer Karriere sowohl als Wildwasser-Kanutin als auch im Kanuslalom erfolgreich. 1969 belegte sie bei den Wildwasser-Weltmeisterschaften in der Einzelwertung und mit der Mannschaft den zweiten Platz. Es folgten 1971 die Weltmeistertitel im Einzel und mit der Mannschaft, 1973 gewann sie im Einzel Silber hinter Gisela Grothaus und Gold mit der Mannschaft.
Ebenfalls 1969 belegte Ulrike Deppe bei den Weltmeisterschaften im Kanuslalom den zweiten Platz im Einzel hinter der Tschechoslowakin Ludmila Polesná. In der Mannschaftswertung siegten Ulrike Deppe, Bärbel Körner und Brigitte Schwack. 1971 gewannen Deppe, Körner und Ursula Heinrich Silber in der Mannschaftswertung. Bei den Olympischen Spielen 1972 war der Kanuslalom erstmals olympisch. Auf dem Augsburger Eiskanal gingen Ulrike Deppe, Gisela Grothaus und Magdalena Wunderlich für die Bundesrepublik an den Start. Während Deppe nur Siebte wurde, sorgten Grothaus mit Silber und Wunderlich mit Bronze für zwei bundesdeutsche Medaillen hinter Angelika Bahmann aus der DDR. Da erst 1992 der Kanuslalom wieder auf dem olympischen Programm stand, blieb dies Ulrike Deppes einzige Olympiateilnahme.
1975 erreichte Ulrike Deppe bei den Weltmeisterschaften im Kanuslalom den zweiten Platz hinter der Polin Maria Ćwiertniewicz. Erst 1976 gewann Ulrike Deppe ihren ersten Deutschen Meistertitel im Kanuslalom, bis 1982 sollten noch vier Titel folgen. 1979 gewann Deppe zusammen mit Elke Dietze und Gabriele Köllmann die Weltmeisterschafts-Silbermedaille in der Mannschaftswertung hinter den Kanutinnen aus den Vereinigten Staaten. Ihren größten Erfolg verzeichnete Ulrike Deppe bei den Kanuslalom-Weltmeisterschaften 1981 in Bala, Wales. Sie gewann sowohl den Titel in der Einzelwertung als auch zusammen mit Gabriele Köllmann und Susanne Erbers den Titel in der Mannschaftswertung.
Für ihre sportlichen Leistungen wurde sie am 16. Juni 1970 mit dem Silbernen Lorbeerblatt ausgezeichnet.
Seit 2009 ist Ulrike Deppe Mitglied der Deutschen Gesellschaft für Systemische Therapie, Beratung und Familientherapie und arbeitet freiberuflich als Paarberaterin.